# Clamator
Clamator é um gênero de aves da família Cuculidae.
As seguintes espécies são reconhecidas:
- Clamator coromandus (Linnaeus, 1766)
- Clamator glandarius (Linnaeus, 1758)
- Clamator levaillantii (Swainson, 1829)
- Clamator jacobinus (Boddaert, 1783)